# 郭待举
郭待舉（?—?），是唐朝潁川（今河南省许昌市）人，唐高宗与唐中宗、唐睿宗（武则天称制）时代的高级官员和宰相。
《旧唐书》、《新唐书》没有他的传，《元和姓纂》、《新唐书·宰相世系表》只说他的祖父是北齐黄门侍郎郭育，父亲郭處範是諸城县丞。而郭待举之孙郭湜墓志铭记载：“皇南阳郡太守处范之曾孙，黄门侍郎、同中书门下三品待举之孙，秘书郎贬辽山丞泰素之子。”
682年，郭待舉被唐高宗任命为黃門侍郎（門下省副长官）、同中書門下平章事（这个名号第一次出现）。次年十二月，唐高宗驾崩，唐中宗即位。684年二月，太后武则天废黜中宗，立中宗的弟弟李旦为唐睿宗。英国公李敬业起兵反对武则天，反叛很快平定，宰相裴炎因为事连李敬业被杀。十一月二十，郭待舉罢相，为太子李成器的左庶子。十二月贬官为岳州（今湖南岳阳）刺史。之后事迹史书未有记载，《元和姓纂》、《新唐书·宰相世系表》记载他有二孙：起居舍人郭潤、陳留採訪使郭納。